# 父の終焉日記
『父の終焉日記』（ちちのしゅうえんにっき）は、俳人小林一茶の作品。
享和元年（1801年）4月、たまたま帰省中の一茶は、父を急病で失い初七日を迎えることとなり、その三十余日間を、日記形式で綴ったもの。日々衰弱してゆく父の姿と遺産問題を端に発した継母・弟との確執がなまなましく描かれている。事実に基づいてはいるが、出版を前提に書かれ、脚色もあり、日本の私小説のルーツと言われる。一茶生存中に刊行されたものではなく、題名がついていなかったので「父終焉の記」、「みとり日記」、「看病手記」、「父の臨終記」など様々な表題がつけられたが、現在では束松露香によって名付けられた「父の終焉日記」として定着している。

## 原本
一茶の直筆の草稿は、寛政12年（1800年）刊の天地庵我泉の歳旦帳の裏面に書かれたもので、一茶の門人の久保田春耕の子孫に伝えられた。現状は荻原井泉水の表題がつけられた折本仕立てに表装されている。一茶ゆかりの里 一茶館（長野県高山村）で保存、公開されている。

## 内容

### 日記本文
享和元年（1801年）夏、父弥五兵衛の発病から、臨終、葬儀、初七日までの三十余日間の日記。4月23日、農作業中に倒れた父は26日、隣村の医師により傷寒と診断された。29日父は、枕元に一茶と弟仙六を呼び財産を半分にして分与することを伝えた。弟は父の言葉に反対しいさかいとなった。5月2日父の病状が急変するが母は見向きもしない。一茶は「父ありてあけぼの見たし青田原」と詠んだ。

### 日記別記
幼少時代を追想した短文

### 日記書入
「本文」「別記」の前後や欄外に記された雑記類。

## 文献
- 荻原井泉水校閲、束松露香校訂『一茶遺稿　父の終焉日記』（岩波書店、1922年） 近代デジタルライブラリー収蔵
- 荻原井泉水校訂『父の終焉日記』（岩波書店、1934年）
- 前田利治監修『一茶自筆　父の終焉日記　浅黄空　俳諧寺抄録』（勉誠社、1979年）
- 小林一茶著丸山一彦訳注『父の終焉日記・寛政三年紀行―附現代語訳』（角川文庫、1962年）
- 小林一茶著黄色瑞華訳『現代語訳 おらが春・父の終焉日記』（高文堂出版、1987年）
- 小林一茶著『父の終焉日記・おらが春』（岩波文庫、1992年）
- 矢羽勝幸著『小林一茶ー人と文学ー』（勉誠出版、2004年）
- 矢羽勝幸監修 『一茶ものがたり　小林一茶と信州高山』（ほおずき書籍、2012年）